# الوادي (المهرة)

تعديل مصدري - تعديل

الوادي هي إحدى قرى مديرية حصوين التابعة لمحافظة المهرة، بلغ تعداد سكانها 1870 نسمة حسب تعداد اليمن لعام 2004.